# Ярдымджи, Эренджан
Эренджа́н Ярдымджи́ (тур. Erencan Yardımcı; род. 4 февраля 2002, Измит) — турецкий футболист, нападающий немецкого клуба «Хоффенхайм», выступающий на правах аренды за «Айнтрахт» (Брауншвейг).

## Клубная карьера
Ярдымджи — воспитанник клубов «Коджаэлиспор», «Ювам Измитспор», «41 Кулубу» и «Галатасарай». В 2019 году игрок был включён в заявку на сезон последних. В 2021 году Ярдымджи перешёл в «Эюпспор». 10 марта в матче против «Элязыгспора» он дебютировал во Второй лиге Турции. 15 апреля в поединке против «1922 Коньяпора» Эренджан забил свой первый гол за «Эюпспор».
В начале 2022 года Ярдымджи был арендован «Аланьяспором». 7 марта в матче против «Кайсериспора» он дебютировал в турецкой Суперлиге. В этом же поединке Эренджан забил свой первый гол за «Аланьяспор».
Летом 2023 года Ярдымджи перешёл в «Пендикспор» на правах аренды. 12 августа в матче против «Хатайспора» он дебютировал за новую команду. 7 октября в поединке против «Сивасспора» Эренджан забил свой первый гол за «Пендикспор».